# Uwe Elsholz
Uwe Elsholz (* 1968) ist ein deutscher Sozial- und Erziehungswissenschaftler sowie Hochschullehrer.

## Leben und Wirken
Er machte nach dem Abitur 1987 eine Berufsausbildung zum Industriekaufmann. Nach beruflicher Tätigkeit als kaufmännischer Angestellter studierte er Sozial-, Verwaltungs- und Erziehungswissenschaften an den Universitäten Konstanz, Hagen und Hannover. Nach dem Abschluss als Diplom-Sozialwissenschaftler (Universität Hannover) war er Jugendbildungsreferent beim DGB Nord in Hamburg. Als wissenschaftlicher Mitarbeiter war er an der Universität Bremen, der Helmut-Schmidt-Universität, dem Forschungsinstitut Betriebliche Bildung (f-bb) in Nürnberg und der TU Hamburg-Harburg tätig und wurde 2005 promoviert. Er vertrat Professuren für Berufspädagogik an der Universität Paderborn (2009–2010) und der Universität Hannover (2012). Nach der Habilitation 2012 an der TU Hamburg-Harburg lehrt er seit 2013 als Professor für Lebenslanges Lernen an der FernUniversität in Hagen. Seit 2019 ist Uwe Elsholz Prorektor für Weiterbildung, Transfer und Internationalisierung an der Fernuniversität.

## Schriften (Auswahl)
- als Herausgeber mit Rita Meyer, Julia Gillen, Gerhard Zimmer und Gabriele Molzberger: Berufsbildung heißt: Arbeiten und Lernen verbinden! Bildungspolitik, Kompetenzentwicklung, Betrieb. Münster 2005, ISBN 3-8309-1593-4.
- Gewerkschaftliche Netzwerke zur Kompetenzentwicklung. Qualitative Analyse und theoretische Fundierung als Lern- und Organisationsform. 1. Auflage. Hampp, München 2006, ISBN 3-86618-005-5 (Zugleich: Hamburg, Helmut-Schmidt-Univ, Diss., 2005).
- als Herausgeber mit Matthias Rohs: E-Portfolios für das lebenslange Lernen. Konzepte und Perspektiven. Bielefeld 2014, ISBN 3-7639-5387-6.
- als Herausgeber: Beruflich Qualifizierte im Studium. Analysen und Konzepte zum Dritten Bildungsweg. Bielefeld 2015, ISBN 3-7639-5605-0.
- als Herausgeber mit Eva Cendon, Uwe Wilkesmann, Annika Maschwitz, Sigrun Nickel und Karsten Speck: Wandel an Hochschulen? Entwicklungen der wissenschaftlichen Weiterbildung im Bund-Länder-Wettbewerb „Aufstieg durch Bildung: offene Hochschulen“. Münster 2020, ISBN 978-3-8309-9106-9
- als Herausgeber mit Dirk Baecker: Parallele Welten der Digitalisierung im Betrieb. Wiesbaden 2021, ISBN 978-3-658-35102-1